# Campeonato Mundial de Pádel de 2022
El XV Campeonato Mundial de Pádel se celebra en Dubái del 31 de octubre al 5 de noviembre de 2022, bajo la organización de la Federación Internacional de Pádel.

## Formato de competición
El formato adoptado para el Mundial de pádel constaba de una fase inicial de 4 grupos, tanto para el torneo masculino como el femenino, en los que cada selección disputaría tres eliminatorias a tres partidos. Las dos mejores selecciones de cada grupo pasarían a cuartos de final, y posteriormente a semifinales y la final.
Cada eliminatoria ganada en la fase de grupos puntuaba 3 puntos, mientras que las derrotas puntuaban 0.

## Torneo masculino

### Fase de grupos
El sorteo de la fase de grupos se realizó el 30 de octubre.

#### Grupo A
| Equipo      | PJ | PG | PP | SG | SP | PTS |
| ----------- | -- | -- | -- | -- | -- | --- |
| España      | 9  | 9  | 0  | 18 | 0  | 9   |
| Portugal    | 9  | 6  | 3  | 12 | 8  | 6   |
| Uruguay     | 6  | 2  | 7  | 5  | 14 | 3   |
| Reino Unido | 9  | 1  | 8  | 3  | 16 | 0   |

- Resultados

| Fecha | Hora  | Partido     | Partido | Partido     | Resultado |
| ----- | ----- | ----------- | ------- | ----------- | --------- |
| 31.10 | 19:00 | España      | -       | Uruguay     | 3-0       |
| 31.10 | 19:00 | Reino Unido | -       | Portugal    | 0-3       |
| 01.11 | 19:00 | España      | -       | Portugal    | 3-0       |
| 01.11 | 19:00 | Uruguay     | -       | Reino Unido | 2-1       |
| 02.11 | 15:00 | España      | -       | Reino Unido | 3-0       |
| 02.11 | 15:00 | Uruguay     | -       | Portugal    | 0-3       |

#### Grupo B
| Equipo       | PJ | PG | PP | SG | SP | PTS |
| ------------ | -- | -- | -- | -- | -- | --- |
| Argentina    | 9  | 9  | 0  | 18 | 0  | 9   |
| Bélgica      | 9  | 5  | 4  | 10 | 3  | 6   |
| Italia       | 9  | 3  | 6  | 7  | 12 | 3   |
| Países Bajos | 9  | 1  | 8  | 2  | 16 | 0   |

- Resultados

| Fecha | Hora  | Partido   | Partido | Partido      | Resultado |
| ----- | ----- | --------- | ------- | ------------ | --------- |
| 31.10 | 19:00 | Italia    | -       | Países Bajos | 2-1       |
| 31.10 | 19:00 | Argentina | -       | Bélgica      | 3-0       |
| 01.11 | 15:00 | Bélgica   | -       | Países Bajos | 3-0       |
| 01.11 | 19:00 | Argentina | -       | Italia       | 3-0       |
| 02.11 | 19:00 | Argentina | -       | Países Bajos | 3-0       |
| 02.11 | 19:00 | Italia    | -       | Bélgica      | 1-2       |

#### Grupo C
| Equipo                 | PJ | PG | PP | SG | SP | PTS |
| ---------------------- | -- | -- | -- | -- | -- | --- |
| Brasil                 | 9  | 9  | 0  | 18 | 1  | 9   |
| Chile                  | 9  | 6  | 3  | 13 | 6  | 6   |
| Ecuador                | 9  | 3  | 6  | 6  | 13 | 3   |
| Emiratos Árabes Unidos | 6  | 0  | 6  | 1  | 18 | 0   |

- Resultados

| Fecha | Hora  | Partido                | Partido | Partido                | Resultado |
| ----- | ----- | ---------------------- | ------- | ---------------------- | --------- |
| 31.10 | 15:00 | Chile                  | -       | Ecuador                | 3-0       |
| 31.10 | 19:00 | Brasil                 | -       | Emiratos Árabes Unidos | 3-0       |
| 01.11 | 15:00 | Brasil                 | -       | Ecuador                | 3-0       |
| 01.11 | 19:00 | Chile                  | -       | Emiratos Árabes Unidos | 3-0       |
| 02.11 | 15:00 | Brasil                 | -       | Chile                  | 3-0       |
| 02.11 | 19:00 | Emiratos Árabes Unidos | -       | Ecuador                | 0-3       |

#### Grupo D
| Equipo   | PJ | PG | PP | SG | SP | PTS |
| -------- | -- | -- | -- | -- | -- | --- |
| Francia  | 12 | 11 | 1  | 22 | 2  | 12  |
| Paraguay | 12 | 10 | 2  | 18 | 5  | 9   |
| México   | 12 | 6  | 6  | 10 | 13 | 6   |
| Egipto   | 12 | 2  | 10 | 6  | 14 | 3   |
| Catar    | 12 | 1  | 11 | 1  | 23 | 0   |

- Resultados

| Fecha | Hora  | Partido  | Partido | Partido  | Resultado |
| ----- | ----- | -------- | ------- | -------- | --------- |
| 31.10 | 15:00 | Francia  | -       | México   | 3-0       |
| 31.10 | 15:00 | Paraguay | -       | Catar    | 3-0       |
| 01.11 | 9:00  | Francia  | -       | Egipto   | 3-0       |
| 01.11 | 9:00  | México   | -       | Catar    | 3-0       |
| 01.11 | 19:00 | Egipto   | -       | Catar    | 2-1(*)    |
| 01.11 | 19:00 | Paraguay | -       | México   | 3-0       |
| 02.11 | 9:00  | Francia  | -       | Catar    | 3-0       |
| 02.11 | 9:00  | Paraguay | -       | Egipto   | 3-0 (**)  |
| 02.11 | 19:00 | Francia  | -       | Paraguay | 2-1       |
| 02.11 | 19:00 | México   | -       | Egipto   | 3-0 (**)  |

- (*) En el segundo partido la pareja de Egipto se retiró por una lesión, con victoria para Catar. El partido iba (7-6, 2-3)
- (**) En uno de los partidos, la pareja de Egipto se retiró por lesión cuando el partido se encontraba en el primer set.

### Fase final
|  | Cuartos de final | Cuartos de final |                |   | Semifinales | Semifinales |  |  | Final | Final |
|  |                  |                  |                |   |             |             |  |  |       |       |
|  | 3 de noviembre   |                  |                |   |             |             |  |  |       |       |
|  |                  |                  |                |   |             |             |  |  |       |       |
|  | Francia          | 2                |                |   |             |             |  |  |       |       |
|  | Francia          | 2                | 4 de noviembre |   |             |             |  |  |       |       |
|  | Bélgica          | 1                |                |   |             |             |  |  |       |       |
|  | Bélgica          | 1                | Francia        | 0 |             |             |  |  |       |       |
|  | 3 de noviembre   |                  | Francia        | 0 |             |             |  |  |       |       |
|  |                  | España           | 2              |   |             |             |  |  |       |       |
|  | España           | España           | 2              | 2 |             |             |  |  |       |       |
|  | España           |                  | 5 de noviembre | 2 |             |             |  |  |       |       |
|  | Chile            | 0                |                |   |             |             |  |  |       |       |
|  | Chile            | 0                | España         | 1 |             |             |  |  |       |       |
|  | 3 de noviembre   |                  | España         | 1 |             |             |  |  |       |       |
|  |                  | Argentina        | 2              |   |             |             |  |  |       |       |
|  | Argentina        | Argentina        | 2              | 2 |             |             |  |  |       |       |
|  | Argentina        | 4 de noviembre   |                | 2 |             |             |  |  |       |       |
|  | Paraguay         | 0                |                |   |             |             |  |  |       |       |
|  | Paraguay         | 0                | Argentina      | 2 |             |             |  |  |       |       |
|  | 3 de noviembre   |                  | Argentina      | 2 |             |             |  |  |       |       |
|  |                  | Portugal         | 0              |   | 3º Puesto   | 3º Puesto   |  |  |       |       |
|  | Brasil           | Portugal         | 0              | 1 | 3º Puesto   | 3º Puesto   |  |  |       |       |
|  | Brasil           |                  | 5 de noviembre | 1 |             |             |  |  |       |       |
|  | Portugal         | 2                |                |   |             |             |  |  |       |       |
|  | Portugal         | 2                | Francia        | 2 |             |             |  |  |       |       |
|  |                  |                  |                |   |             |             |  |  |       |       |
|  | Portugal         | 1                |                |   |             |             |  |  |       |       |
|  | Portugal         | 1                |                |   |             |             |  |  |       |       |

#### Cuartos de final
- Resultados

| Fecha | Hora  | Partido   | Partido | Partido  | Resultado |
| ----- | ----- | --------- | ------- | -------- | --------- |
| 03.11 | 18:00 | Francia   | -       | Bélgica  | 2-1       |
| 03.11 | 18:00 | España    | -       | Chile    | 2-0       |
| 03.11 | 18:00 | Argentina | -       | Paraguay | 2-0       |
| 03.11 | 18:00 | Brasil    | -       | Portugal | 1-2       |

#### Semifinales
- Resultados

| Fecha | Hora  | Partido   | Partido | Partido  | Resultado |
| ----- | ----- | --------- | ------- | -------- | --------- |
| 04.11 | 18:00 | Francia   | -       | España   | 0-2       |
| 04.11 | 18:00 | Argentina | -       | Portugal | 2-0       |

#### Tercer puesto
| | Bandera de Francia  | Francia                         | 2     | 1     | Portugal | Bandera de Portugal |
| --- | ------------------- | ------------------------------- | ----- | ----- | -------- | ------------------- |
| Duty Free Tennis Stadium 5 de noviembre de 2022 |                     |                                 |       |       |          |                     |
| \| 1 \| \| Adrien Maigret / Benjamin Tison \| 7 (7) \| 6 \| \| \| 1 \| \| Pedro Araújo / Pedro Ferreira \| 6 (4) \| 4 \| \| \| 2 \| \| Johan Bergeron / Jérémy Scatena \| 6 (6) \| 7 (7) \| 3 \| \| 2 \| \| Miguel Deus / Nuno Deus \| 7 (8) \| 6 (2) \| 6 \| \| 3 \| \| Bastien Blanque / Thomas Leygue \| 6 \| 6 \| \| \| 3 \| \| Miguel Oliveira / Afonso Ramos \| 3 \| 4 \| \| |                     |                                 |       |       |          |                     |
| 1 | Bandera de Francia  | Adrien Maigret / Benjamin Tison | 7 (7) | 6     |          |                     |
| 1 | Bandera de Portugal | Pedro Araújo / Pedro Ferreira   | 6 (4) | 4     |          |                     |
| 2 | Bandera de Francia  | Johan Bergeron / Jérémy Scatena | 6 (6) | 7 (7) | 3        |                     |
| 2 | Bandera de Portugal | Miguel Deus / Nuno Deus         | 7 (8) | 6 (2) | 6        |                     |
| 3 | Bandera de Francia  | Bastien Blanque / Thomas Leygue | 6     | 6     |          |                     |
| 3 | Bandera de Portugal | Miguel Oliveira / Afonso Ramos  | 3     | 4     |          |                     |

#### Final
| | Bandera de España    | España                                 | 1 | 2 | Argentina | Bandera de Argentina |
| --- | -------------------- | -------------------------------------- | - | - | --------- | -------------------- |
| Duty Free Tennis Stadium 5 de noviembre de 2022 |                      |                                        |   |   |           |                      |
| \| 1 \| \| Juan Lebrón / Paquito Navarro \| 3 \| 7 \| 6 \| \| 1 \| \| Agustín Tapia / Federico Chingotto \| 6 \| 5 \| 3 \| \| 2 \| \| Alejandro Galán / Arturo Coello \| 3 \| 2 \| \| \| 2 \| \| Martín Di Nenno / Franco Stupaczuk \| 6 \| 6 \| \| \| 3 \| \| Álex Ruiz / Jerónimo González \| 4 \| 7 \| 3 \| \| 3 \| \| Fernando Belasteguín / Sanyo Gutiérrez \| 6 \| 5 \| 6 \| |                      |                                        |   |   |           |                      |
| 1 | Bandera de España    | Juan Lebrón / Paquito Navarro          | 3 | 7 | 6         |                      |
| 1 | Bandera de Argentina | Agustín Tapia / Federico Chingotto     | 6 | 5 | 3         |                      |
| 2 | Bandera de España    | Alejandro Galán / Arturo Coello        | 3 | 2 |           |                      |
| 2 | Bandera de Argentina | Martín Di Nenno / Franco Stupaczuk     | 6 | 6 |           |                      |
| 3 | Bandera de España    | Álex Ruiz / Jerónimo González          | 4 | 7 | 3         |                      |
| 3 | Bandera de Argentina | Fernando Belasteguín / Sanyo Gutiérrez | 6 | 5 | 6         |                      |

| Bandera de Argentina         |
| Campeón Argentina 11º título |

### Clasificación general
| Posición | Equipo                 |
| -------- | ---------------------- |
|          | Argentina              |
|          | España                 |
|          | Francia                |
| 4        | Portugal               |
| 5        | Brasil                 |
| 6        | Bélgica                |
| 7        | Paraguay               |
| 8        | Chile                  |
| 9        | Italia                 |
| 10       | México                 |
| 11       | Uruguay                |
| 12       | Ecuador                |
| 13       | Países Bajos           |
| 14       | Reino Unido            |
| 15       | Egipto                 |
| 16       | Catar                  |
| 17       | Emiratos Árabes Unidos |

## Torneo femenino

### Fase de grupos
El sorteo de la fase de grupos se realizó el 30 de octubre.

#### Grupo A
| Equipo         | PJ | PG | PP | SG | SP | PTS |
| -------------- | -- | -- | -- | -- | -- | --- |
| España         | 9  | 9  | 0  | 18 | 0  | 9   |
| Alemania       | 9  | 4  | 5  | 8  | 12 | 6   |
| Estados Unidos | 9  | 3  | 6  | 8  | 14 | 3   |
| Chile          | 9  | 2  | 7  | 6  | 14 | 0   |

- Resultados

| Fecha | Hora  | Partido        | Partido | Partido        | Resultado |
| ----- | ----- | -------------- | ------- | -------------- | --------- |
| 31.10 | 15:00 | España         | -       | Estados Unidos | 3-0       |
| 31.10 | 19:00 | Alemania       | -       | Chile          | 2-1       |
| 01.11 | 15:00 | España         | -       | Alemania       | 3-0       |
| 01.11 | 15:00 | Estados Unidos | -       | Chile          | 2-1       |
| 02.11 | 15:00 | España         | -       | Chile          | 3-0       |
| 02.11 | 15:00 | Alemania       | -       | Estados Unidos | 2-1       |

#### Grupo B
| Equipo    | PJ | PG | PP | SG | SP | PTS |
| --------- | -- | -- | -- | -- | -- | --- |
| Argentina | 9  | 9  | 0  | 18 | 0  | 9   |
| Bélgica   | 9  | 6  | 3  | 12 | 6  | 6   |
| Uruguay   | 9  | 2  | 7  | 4  | 14 | 3   |
| Japón     | 9  | 1  | 8  | 2  | 16 | 0   |

- Resultados

| Fecha | Hora  | Partido   | Partido | Partido | Resultado |
| ----- | ----- | --------- | ------- | ------- | --------- |
| 31.10 | 15:00 | Argentina | -       | Uruguay | 3-0       |
| 31.10 | 15:00 | Bélgica   | -       | Japón   | 3-0       |
| 01.11 | 15:00 | Argentina | -       | Bélgica | 3-0       |
| 01.11 | 15:00 | Uruguay   | -       | Japón   | 2-1       |
| 02.11 | 15:00 | Argentina | -       | Japón   | 3-0       |
| 02.11 | 15:00 | Bélgica   | -       | Uruguay | 3-0       |

#### Grupo C
| Equipo       | PJ | PG | PP | SG | SP | PTS |
| ------------ | -- | -- | -- | -- | -- | --- |
| Italia       | 9  | 8  | 1  | 16 | 3  | 9   |
| Portugal     | 9  | 7  | 2  | 15 | 4  | 6   |
| Países Bajos | 9  | 3  | 6  | 6  | 13 | 3   |
| México       | 9  | 0  | 9  | 1  | 18 | 0   |

- Resultados

| Fecha | Hora  | Partido      | Partido | Partido      | Resultado |
| ----- | ----- | ------------ | ------- | ------------ | --------- |
| 31.10 | 15:00 | Italia       | -       | Países Bajos | 3-0       |
| 31.10 | 15:00 | México       | -       | Portugal     | 0-3       |
| 01.11 | 15:00 | Italia       | -       | México       | 3-0       |
| 01.11 | 15:00 | Países Bajos | -       | Portugal     | 0-3       |
| 02.11 | 15:00 | Italia       | -       | Portugal     | 2-1       |
| 02.11 | 19:00 | México       | -       | Países Bajos | 0-3       |

#### Grupo D
| Equipo                 | PJ | PG | PP | SG | SP | PTS |
| ---------------------- | -- | -- | -- | -- | -- | --- |
| Francia                | 12 | 9  | 3  | 19 | 6  | 9   |
| Suecia                 | 12 | 9  | 3  | 19 | 7  | 9   |
| Brasil                 | 12 | 9  | 3  | 18 | 7  | 9   |
| Paraguay               | 12 | 3  | 9  | 6  | 18 | 3   |
| Emiratos Árabes Unidos | 12 | 0  | 12 | 0  | 24 | 0   |

- Resultados

| Fecha | Hora  | Partido  | Partido | Partido                | Resultado |
| ----- | ----- | -------- | ------- | ---------------------- | --------- |
| 31.10 | 19:00 | Francia  | -       | Suecia                 | 1-2       |
| 31.10 | 19:00 | Paraguay | -       | Emiratos Árabes Unidos | 3-0       |
| 01.11 | 9:00  | Suecia   | -       | Emiratos Árabes Unidos | 3-0       |
| 01.11 | 9:00  | Brasil   | -       | Paraguay               | 3-0       |
| 01.11 | 19:00 | Francia  | -       | Brasil                 | 2-1       |
| 01.11 | 19:00 | Paraguay | -       | Suecia                 | 0-3       |
| 02.11 | 9:00  | Francia  | -       | Paraguay               | 3-0       |
| 02.11 | 9:00  | Brasil   | -       | Emiratos Árabes Unidos | 3-0       |
| 02.11 | 19:00 | Francia  | -       | Emiratos Árabes Unidos | 3-0       |
| 02.11 | 19:00 | Brasil   | -       | Suecia                 | 2-1       |

### Fase final
|  | Cuartos de final | Cuartos de final |                |   | Semifinales | Semifinales |  |  | Final | Final |
|  |                  |                  |                |   |             |             |  |  |       |       |
|  | 3 de noviembre   |                  |                |   |             |             |  |  |       |       |
|  |                  |                  |                |   |             |             |  |  |       |       |
|  | Francia          | 1                |                |   |             |             |  |  |       |       |
|  | Francia          | 1                | 4 de noviembre |   |             |             |  |  |       |       |
|  | Bélgica          | 2                |                |   |             |             |  |  |       |       |
|  | Bélgica          | 2                | Bélgica        | 0 |             |             |  |  |       |       |
|  | 3 de noviembre   |                  | Bélgica        | 0 |             |             |  |  |       |       |
|  |                  | España           | 2              |   |             |             |  |  |       |       |
|  | España           | España           | 2              | 3 |             |             |  |  |       |       |
|  | España           |                  | 5 de noviembre | 3 |             |             |  |  |       |       |
|  | Portugal         | 0                |                |   |             |             |  |  |       |       |
|  | Portugal         | 0                | España         | 2 |             |             |  |  |       |       |
|  | 3 de noviembre   |                  | España         | 2 |             |             |  |  |       |       |
|  |                  | Argentina        | 0              |   |             |             |  |  |       |       |
|  | Argentina        | Argentina        | 0              | 3 |             |             |  |  |       |       |
|  | Argentina        | 4 de noviembre   |                | 3 |             |             |  |  |       |       |
|  | Suecia           | 0                |                |   |             |             |  |  |       |       |
|  | Suecia           | 0                | Argentina      | 2 |             |             |  |  |       |       |
|  | 3 de noviembre   |                  | Argentina      | 2 |             |             |  |  |       |       |
|  |                  | Italia           | 0              |   | 3º Puesto   | 3º Puesto   |  |  |       |       |
|  | Italia           | Italia           | 0              | 3 | 3º Puesto   | 3º Puesto   |  |  |       |       |
|  | Italia           |                  | 5 de noviembre | 3 |             |             |  |  |       |       |
|  | Alemania         | 0                |                |   |             |             |  |  |       |       |
|  | Alemania         | 0                | Bélgica        | 1 |             |             |  |  |       |       |
|  |                  |                  |                |   |             |             |  |  |       |       |
|  | Italia           | 2                |                |   |             |             |  |  |       |       |
|  | Italia           | 2                |                |   |             |             |  |  |       |       |

#### Cuartos de final
- Resultados

| Fecha | Hora  | Partido   | Partido | Partido  | Resultado |
| ----- | ----- | --------- | ------- | -------- | --------- |
| 03.11 | 14:00 | Francia   | -       | Bélgica  | 1-2       |
| 03.11 | 14:00 | España    | -       | Portugal | 3-0       |
| 03.11 | 14:00 | Argentina | -       | Suecia   | 3-0       |
| 03.11 | 14:00 | Italia    | -       | Alemania | 3-0       |

#### Semifinales
- Resultados

| Fecha | Hora  | Partido   | Partido | Partido | Resultado |
| ----- | ----- | --------- | ------- | ------- | --------- |
| 04.11 | 14:00 | Bélgica   | -       | España  | 0-2       |
| 04.11 | 14:00 | Argentina | -       | Italia  | 2-0       |

#### Tercer puesto
| | Bandera de Bélgica | Bélgica                              | 1 | 2      | Italia | Bandera de Italia |
| --- | ------------------ | ------------------------------------ | - | ------ | ------ | ----------------- |
| Duty Free Tennis Stadium 5 de noviembre de 2022 |                    |                                      |   |        |        |                   |
| \| 1 \| \| An-Sophie Mestach / Helena Wyckaert \| 6 \| 6 (8) \| 6 \| \| 1 \| \| Chiara Pappacena / Giulia Sussarello \| 4 \| 7 (10) \| 4 \| \| 2 \| \| Dorien Cuypers / Elyne Boeykens \| 2 \| 1 \| \| \| 2 \| \| Emily Stellato / Roberta Vinci \| 6 \| 6 \| \| \| 3 \| \| Laura Bernard / Elizabeth Wyckaert \| 2 \| 1 \| \| \| 3 \| \| Giorgia Marchetti / Carolina Orsi \| 6 \| 6 \| \| |                    |                                      |   |        |        |                   |
| 1 | Bandera de Bélgica | An-Sophie Mestach / Helena Wyckaert  | 6 | 6 (8)  | 6      |                   |
| 1 | Bandera de Italia  | Chiara Pappacena / Giulia Sussarello | 4 | 7 (10) | 4      |                   |
| 2 | Bandera de Bélgica | Dorien Cuypers / Elyne Boeykens      | 2 | 1      |        |                   |
| 2 | Bandera de Italia  | Emily Stellato / Roberta Vinci       | 6 | 6      |        |                   |
| 3 | Bandera de Bélgica | Laura Bernard / Elizabeth Wyckaert   | 2 | 1      |        |                   |
| 3 | Bandera de Italia  | Giorgia Marchetti / Carolina Orsi    | 6 | 6      |        |                   |

#### Final
| | Bandera de España    | España                                    | 2      | 0 | Argentina | Bandera de Argentina |
| --- | -------------------- | ----------------------------------------- | ------ | - | --------- | -------------------- |
| Duty Free Tennis Stadium 5 de noviembre de 2022 |                      |                                           |        |   |           |                      |
| \| 1 \| \| Paula Josemaría / Ariana Sánchez \| 7 (7) \| 6 \| \| \| 1 \| \| Aranzazu Osoro / Delfina Brea \| 6 (5) \| 4 \| \| \| 2 \| \| Alejandra Salazar / Gemma Triay \| 6 \| 6 \| \| \| 2 \| \| Julieta Bidahorria / María Virginia Riera \| 1 \| 2 \| \| \| 3 \| \| Marta Ortega / Bea González \| No \| \| \| \| 3 \| \| Claudia Jensen / Daira Valenzuela \| jugado \| \| \| |                      |                                           |        |   |           |                      |
| 1 | Bandera de España    | Paula Josemaría / Ariana Sánchez          | 7 (7)  | 6 |           |                      |
| 1 | Bandera de Argentina | Aranzazu Osoro / Delfina Brea             | 6 (5)  | 4 |           |                      |
| 2 | Bandera de España    | Alejandra Salazar / Gemma Triay           | 6      | 6 |           |                      |
| 2 | Bandera de Argentina | Julieta Bidahorria / María Virginia Riera | 1      | 2 |           |                      |
| 3 | Bandera de España    | Marta Ortega / Bea González               | No     |   |           |                      |
| 3 | Bandera de Argentina | Claudia Jensen / Daira Valenzuela         | jugado |   |           |                      |

| Bandera de España        |
| Campeón España 8º título |

### Clasificación general
| Posición | Equipo                 |
| -------- | ---------------------- |
|          | España                 |
|          | Argentina              |
|          | Italia                 |
| 4        | Bélgica                |
| 5        | Portugal               |
| 6        | Suecia                 |
| 7        | Francia                |
| 8        | Alemania               |
| 9        | Brasil                 |
| 10       | Países Bajos           |
| 11       | Uruguay                |
| 12       | Estados Unidos         |
| 13       | Chile                  |
| 14       | México                 |
| 15       | Paraguay               |
| 16       | Japón                  |
| 17       | Emiratos Árabes Unidos |